# Liste der Biografien/Holf
Liste der Biografien |
Portal Biografien |
Personensuche
# |
A |
B |
C |
D |
E |
F |
G |
H |
I |
J |
K |
L |
M |
N |
O |
P |
Q |
R |
S |
T |
U |
V |
W |
X |
Y |
Z |
?
 
Ha |
Hd |
He |
Hi |
Hj |
Hk |
Hl |
Hm |
Hn |
Ho |
Hr |
Hs |
Ht |
Hu |
Hv |
Hw |
Hy
 
Hoa |
Hob |
Hoc |
Hod |
Hoe |
Hof |
Hog–Hok |
Hol |
Hom |
Hon |
Hoo |
Hop |
Hoq |
Hor |
Hos |
Hot |
Hou |
Hov |
How |
Hox |
Hoy |
Hoz
 
Hola |
Holb |
Holc |
Hold |
Hole |
Holf |
Holg |
Holi |
Holj |
Holk |
Holl |
Holm |
Holn |
Holo |
Holp |
Holr |
Hols |
Holt |
Holu |
Holv |
Holw |
Holy |
Holz
Die Liste der Biografien führt alle Personen auf, die in der deutschsprachigen Wikipedia einen Artikel haben. Dieses ist eine Teilliste mit 12 Einträgen von Personen, deren Namen mit den Buchstaben „Holf“ beginnt.

## Holf

### Holfe
- Holfeld, Karl (1921–2009), deutscher Künstler
- Holfelder, Albert (1903–1968), österreichisch-deutscher Pädagoge und leitender Beamter des Reichserziehungsministeriums
- Holfelder, Antonia, deutsche Schauspielerin
- Holfelder, Emil (1877–1956), deutscher Fabrikant
- Holfelder, Georg (1929–2024), deutscher Orthopäde und ärztlicher Standespolitiker
- Holfelder, Hans (1891–1944), deutscher Mediziner, Hochschullehrer und SS-Führer
- Holfelder, Hans (1900–1929), österreichischer Nationalsozialist und Führer der völkischen, agrarromantischen Artamanen-Bewegung
- Holfelder, Karl (1790–1861), preußischer Generalleutnant
- Holfelder, Moritz (* 1958), deutscher Kulturjournalist, Sachbuchautor und FotografMoritz Holfelder (* 1958)

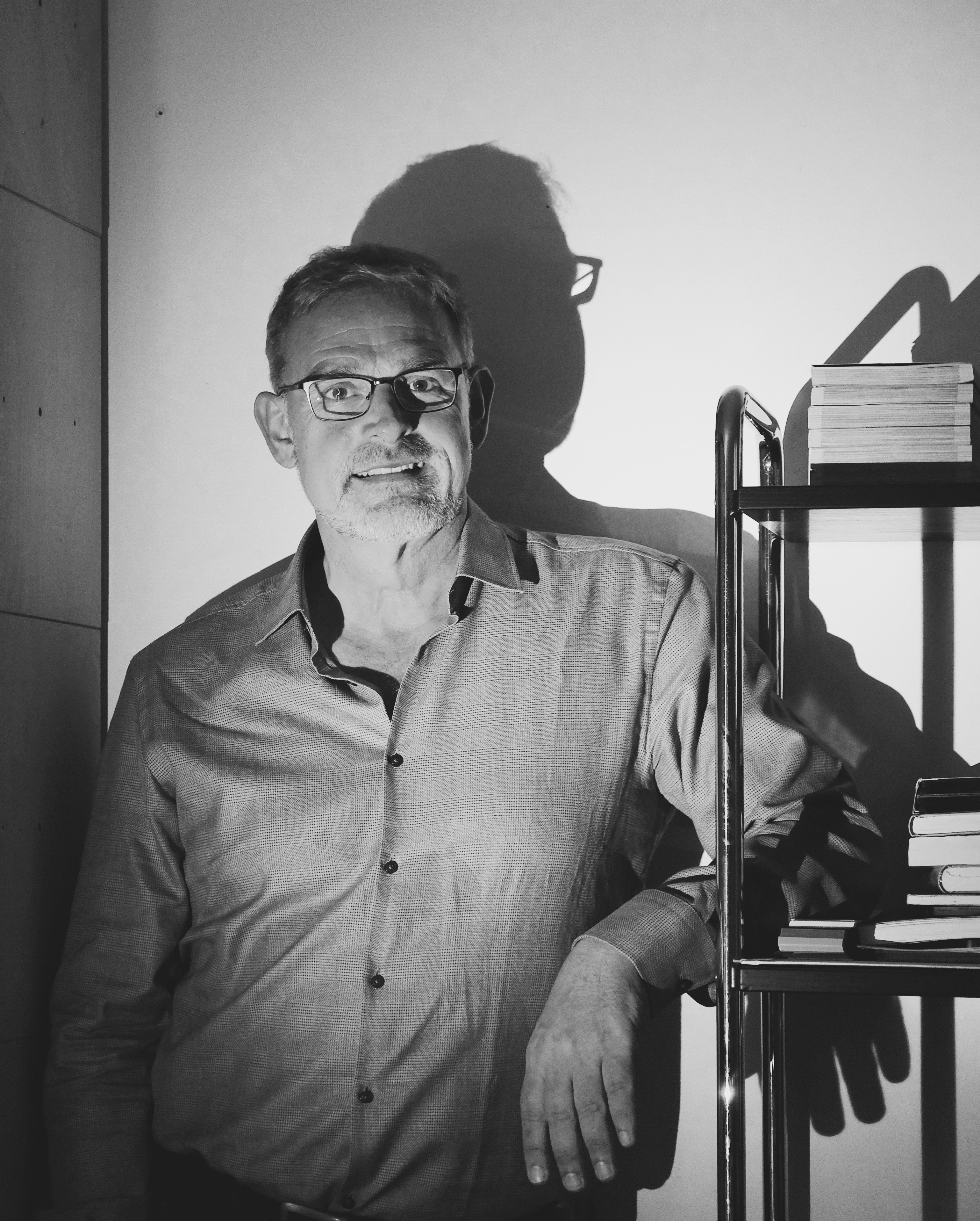
Moritz Holfelder (* 1958)

- Holfelder, Otto (1902–1980), deutscher Maschinenbauer und Motorenkundler
- Holfelder, Raphael (* 1984), deutscher Schwimmer

### Holfo
- Holford, William, Baron Holford (1907–1975), britischer Architekt, Stadtplaner und Hochschullehrer